# 石川啄木うたごよみ
『石川啄木うたごよみ』（いしかわたくぼくうたごよみ）は、IBC岩手放送（IBCラジオ）で2010年10月9日より放送されているラジオ番組。

## 放送日時
- 毎週火曜12:45 - 13:00（2021年4月以後の初回生放送時間）
- 毎週土曜7:10 - 7:25（2021年3月までは初回生放送、同4月以後は火曜日生放送分の再放送 第3土曜を除く）

## パーソナリティー
- 山本玲子（盛岡市立石川啄木記念館学芸員）
- 松原友希（IBCアナウンサー）

## 概要
2010年は岩手郡日戸村（現・盛岡市日戸）出身の歌人・詩人の石川啄木が歌集「一握の砂」を発刊して100周年に、翌2011年は啄木没後100年（100回忌）にあたることから、当番組はそれらを記念して始まった。
番組では松原友希アナと、全国各地で啄木に関する講演会を精力的にこなしている啄木記念館学芸員・山本玲子が、啄木が残した数々の名作を紹介・解説している。
2012年6月にはカシオペアFMでの再送信も開始されたが、同局での放送は編成上の都合により2013年3月30日をもって終了している。